# Riserva delle sei nazioni
La riserva indiana delle sei nazioni (in inglese Six Nations of the Grand River, in francese Réserve des Six Nations), situata nei pressi di Brantford, nella provincia canadese dell'Ontario, con una superficie di 184 km2  ed una popolazione di 25.660 abitanti, è la più popolosa delle riserve delle Prime Nazioni.

Si tratta di una riserva in cui coabitano differenti nazioni autoctone, soprattutto quelle della Lega irochese: la Nazione Mohawk (che è maggioritaria), Onondaga, Seneca, Cayuga, Oneida, Tuscarora ed inoltre membri della Nazione Delaware.